# Part Lies, Part Heart, Part Truth, Part Garbage 1982–2011
Part Lies, Part Heart, Part Truth, Part Garbage 1982–2011 er opsamlingsalbum af det amerikanske alternative rockband R.E.M. udgivet i 2011. Det er det første opsamlingsalbum, der indeholder bandets tidlige materiale som blev udgivet på I.R.S. Records.
Albummets udgivelse blev proklameret d. 21. september 2011 samtidig med at bandet offentliggjorde at det gik i opløsning.

## Spor
Alle sange er skrevet af Bill Berry, Peter Buck, Mike Mills og Michael Stipe, hvis der ikke står andet.

### CD 1
1. "Gardening at Night" – 3:29 (fra Chronic Town, 1982)
2. "Radio Free Europe" – 4:06 ( Murmur, 1983)
3. "Talk About the Passion" – 3:23 (fra Murmur)
4. "Sitting Still" – 3:17 (fra Murmur)
5. "So. Central Rain (I'm Sorry)" – 3:15 (fra Reckoning, 1984)
6. "(Don't Go Back To) Rockville" (Edit) – 3:55 (fra Reckoning)
7. "Driver 8" – 3:23 (fra Fables of the Reconstruction, 1985)
8. "Life and How to Live It" – 4:06 (fra Fables of the Reconstruction)
9. "Begin the Begin" – 3:28 (fra Lifes Rich Pageant, 1986)
10. "Fall on Me" – 2:50 (fra Lifes Rich Pageant)
11. "Finest Worksong" – 3:48 (fra Document, 1987)
12. "It's the End of the World as We Know It (And I Feel Fine)" – 4:05 (fra Document)
13. "The One I Love" – 3:17 (fra Document)
14. "Stand" – 3:10 (fra Green, 1988)
15. "Pop Song 89" – 3:04 (fra Green)
16. "Get Up" – 2:39 (fra Green)
17. "Orange Crush" – 3:51 (fra Green)
18. "Losing My Religion" – 4:26 (fra Out of Time, 1991)
19. "Country Feedback" – 4:07 (fra Out of Time)
20. "Shiny Happy People" – 3:44 (fra Out of Time)
21. "The Sidewinder Sleeps Tonite" – 4:06 (fra Automatic for the People, 1992)

### CD 2
1. "Everybody Hurts" – 5:17 (fra Automatic for the People)
2. "Man on the Moon" – 5:13 (fra Automatic for the People)
3. "Nightswimming" – 4:16 (fra Automatic for the People)
4. "What's the Frequency, Kenneth?" – 4:00 (fra Monster, 1994)
5. "New Test Leper" – 5:26 (fra New Adventures in Hi-Fi, 1996)
6. "Electrolite" – 4:05 (fra New Adventures in Hi-Fi)
7. "At My Most Beautiful" (Buck, Mills, Stipe) – 3:35 (fra Up, 1998)
8. "The Great Beyond" (Buck, Mills, Stipe) – 5:06 (fra Man on the Moon, 1999)
9. "Imitation of Life" (Buck, Mills, Stipe) – 3:57 (fra Reveal, 2001)
10. "Bad Day" – 4:05 (fra In Time - The Best of R.E.M. 1988-2003, 2003)
11. "Leaving New York" (Buck, Mills, Stipe) – 4:49 (fra Around the Sun, 2004)
12. "Living Well Is the Best Revenge" (Buck, Mills, Stipe) – 3:11 (fra Accelerate, 2008)
13. "Supernatural Superserious" (Buck, Mills, Stipe) – 3:23 (fra Accelerate)
14. "Überlin" (Buck, Mills, Stipe) – 4:15 (fra Collapse into Now, 2011)
15. "Oh My Heart" (Buck, Mills, Stipe, Scott McCaughey) – 3:21 (fra Collapse into Now)
16. "Alligator_Aviator_Autopilot_Antimatter" (Buck, Mills, Stipe) – 2:45 (fra Collapse into Now)
17. "A Month of Saturdays" (Buck, Mills, Stipe) – 1:40
18. "We All Go Back to Where We Belong" (Buck, Mills, Stipe)  – 3:35
19. "Hallelujah" (Buck, Mills, Stipe) – 3:42

### iTunes Store bonus musikvideoer
1. "Radio Free Europe" – 3:11
2. "Talk About the Passion" – 3:21
3. "Fall On Me" – 2:59
4. "The One I Love" – 3:17
5. "Orange Crush" – 3:50
6. "Losing My Religion" – 4:45
7. "Man On the Moon" – 4:46
8. "What's the Frequency, Kenneth?" – 4:01
9. "All the Way to Reno (You're Gonna Be a Star)" – 4:22
10. "Leaving New York" – 4:43
11. "Supernatural Superserious" – 3:39
12. "Überlin" – 3:53